# Wisner (Nebraska)
Wisner è un comune degli Stati Uniti d'America, situato in Nebraska, nella contea di Cuming.